# Světlá (Blanskói járás)
Světlá település Csehországban, a Blanskói járásban. Světlá Šebetov, Cetkovice és Vanovice településekkel határos. Lakosainak száma 250 fő (2024. január 1.).

## Népesség
A település lakosságának változását az alábbi diagram mutatja:
| Lakosok száma | 329  | 358  | 344  | 204  | 218  | 222  | 227  | 240  | 235  | 250  |
|               | 1869 | 1900 | 1921 | 1961 | 1980 | 2011 | 2016 | 2019 | 2021 | 2024 |